# Nebreda
Nebreda település Spanyolországban, Burgos tartományban.  Lakosainak száma 55 fő (2024).

## Népesség
A település népessége az utóbbi években az alábbiak szerint változott:
| Lakosok száma | 110  | 95   | 88   | 84   | 80   | 71   | 68   | 58   | 51   | 55   |
|               | 2001 | 2004 | 2006 | 2009 | 2011 | 2014 | 2016 | 2019 | 2021 | 2024 |